# Siège de Toulon (1707)
Pour les articles homonymes, voir Siège de Toulon.
Guerre de Succession d'Espagne
Batailles
Campagnes de Flandre et du Rhin
- Landau (1702)
- Friedlingen (1702)
- Kehl (1703)
- Ekeren (1703)
- Höchstädt (1703)
- Spire (1703)
- Schellenberg (Donauworth) (1704)
- Blenheim (1704)
- Landau (1704)
- Vieux-Brisach (1704)
- Eliksem (1705)
- Ramillies (1706)
- Stollhofen (1707)
- Cap Béveziers (1707)
- Cap Lizard (1707)
- Audenarde (1708)
- Wynendaele (1708)
- Lille (1708)
- Gand (1708)
- Malplaquet (1709)
- Douai (1710)
- Bouchain (1711)
- Denain (1712)
- Bouchain (1712)
- Douai (1712)
- Landau (1713)
- Fribourg (1713)

Campagnes d'Italie
- Carpi (1701)
- Chiari (1701)
- Crémone (1702)
- Luzzara (1702)
- Verceil (1704)
- Cassano (1705)
- Nice (1705-1706)
- Calcinato (1706)
- Turin (1706)
- Castiglione (1706)
- Toulon (1707)
- Gaeta (1707)
- Cesana (1708)
- Syracuse (1710)

Campagnes d'Espagne et de Portugal
- Cadix (1702)
- Vigo (navale 1702)
- Cap de la Roque (1703)
- Gibraltar (août 1704)
- Ceuta (1704) (es)
- Málaga (1704)
- Gibraltar (1704-1705)
- Marbella (1705)
- Montjuïc (1705)
- Barcelone (1705)
- Badajoz (1705)
- Barcelone (1706)
- Murcie (1706) (es)
- El Albujón (1706) (es)
- Santa Cruz de Ténérife (1706) (en)
- Almansa (1707)
- Xàtiva (1707)
- Ciudad Rodrigo (1707) (en)
- Lérida (1707)
- Tortosa (1708)
- Minorque (1708)
- Gudiña (1709)
- Almenar (1710)
- Saragosse (1710)
- Brihuega (1710)
- Villaviciosa (1710)
- Barcelone (1713-1714)

Campagnes de Hongrie
- Saint-Gotthard (1703) (en)
- Biskupice (1704) (en)
- Smolenice (1704) (en)
- Koroncó (1704) (en)
- Zsibó (1705) (en)
- Saint-Gotthard (1705) (en)
- Trenčín (1708) (en)

Antilles et Amérique du sud
- Santa Marta (1702)
- Guadeloupe (1703)
- Nassau (1703)
- Colonia del Sacramento (1704)
- Carthagène (1708)
- Rio (1710)
- Carthagène (1711)
- Rio (1711)
- Cassard (1712)

Le siège de Toulon eut lieu du 29 juillet au 21 août 1707 pendant la guerre de Succession d'Espagne.

## Prélude
Bien que retardé par Victor-Amédée de Savoie, le prince Eugène de Savoie traverse le Var le 11 juillet et atteint Fréjus le 16 juillet, où il est rejoint par la flotte anglo-hollandaise de l'amiral Shovell. Mais les tergiversations de Victor-Amédée de Savoie permettent aux renforts de l'armée du Dauphiné du maréchal de Tessé d'arriver à Toulon avant les Alliés, le 26 juillet.

## La bataille
L'attaque commence le 29 juillet 1707, indécise au début, puis les Impériaux réussissent à prendre quelques positions, dont la hauteur de Sainte-Catherine, derrière lesquelles ils commencent à installer de l'artillerie de siège contre le fort Saint-Louis et le 30 juillet, ils s'emparent du fort Sainte-Catherine. La flotte anglaise de l'amiral Shovell bloque le port et bombarde la ville. 
Le 14 août, les régiments de Tessé et de La Marine reprennent les hauteurs cruciales de Sainte-Catherine, que les Alliés avaient pris d'assaut précédemment, et le lendemain les Français reprennent le fort Sainte-Catherine. 
Peu après, le prince Eugène, trouvant ses arrières menacées et ses chances de prendre Toulon diminuées, réduit les forts côtiers de Sainte-Marguerite et de Saint-Louis qui interdisent la grande rade et fait entamer par Shovell un violent bombardement naval de la ville (17-21 août) pendant lequel il évacue ses blessés et ses parcs, puis abandonne le siège le 22 août et se retire derrière le Var, poursuivi par les Français.

## Conséquences
La tentative de prendre Toulon aura coûté 10 000 hommes à Eugène de Savoie, mais les Britanniques sont désormais maîtres de la Méditerranée : la cour de Versailles, pensant la cause perdue, avait demandé le sabordage de l'escadre française et le repli de ses équipements de valeur sur Marseille pour que rien d'utilisable ne tombe aux mains de l'ennemi. En fait, sur ordre des autorités maritimes locales, moins pessimistes, les navires sont seulement coulés droits et posés sur le fond pour ne pas être incendiés (une idée détaillée dans les Oisivetés de M. de Vauban) tout en obstruant le port, position d'où ils seront pour la plupart renfloués après le siège. Cependant, sans leur agrès et compte tenu des difficultés générales de la marine à cette époque, cela ne modifiera pas beaucoup le cours de l'histoire.
Quant à la flotte de l'amiral anglais Shovell, elle sera victime d'une grave erreur de navigation conduisant au désastre naval de Sorlingues.